# 언해태산집요
언해태산집요(諺解胎産集要)는 허준이 아이의 생산에 관한 증상과 처방에 관해 적은 의학서이다. 조선시대에 만들어진 금속활자본 의서의 하나이다. 1608년(선조 41년) 쓰였다. 노중례가 쓴 태산요록 2권을 언해한 것이며, 이름이 비슷한 조선시대 성종 3년(1472년)에 초간된 태산집요(胎産集要)와는 구별한다. 부녀자들도 쉽게 읽을 수 있도록 쓰였으며 허준박물관에서 소장하고 있다.
'언해'라는 말 그대로 한자를 한글로 옮겨 적은 것이다. 즉, 한자를 깨치기 어려운 백성들이 의료혜택에서 배제되지 않도록 보급되었다.
이 책에는 옛말 "셕류황"이 언급되어 있으며 이는 성냥의 유래로 간주된다.

## 같이 보기
- 언해두창집요
- 동의보감